# Praamžius
Dans la mythologie lituanienne, Praamžius est le dieu créateur, « celui qui fut avant tous les siècles ». Il est le père de Perkunas, Patrimpas et Poklius.
Il est l'éponyme du transneptunien (420356) Praamzius.